# クリスチャン・モーテンセン

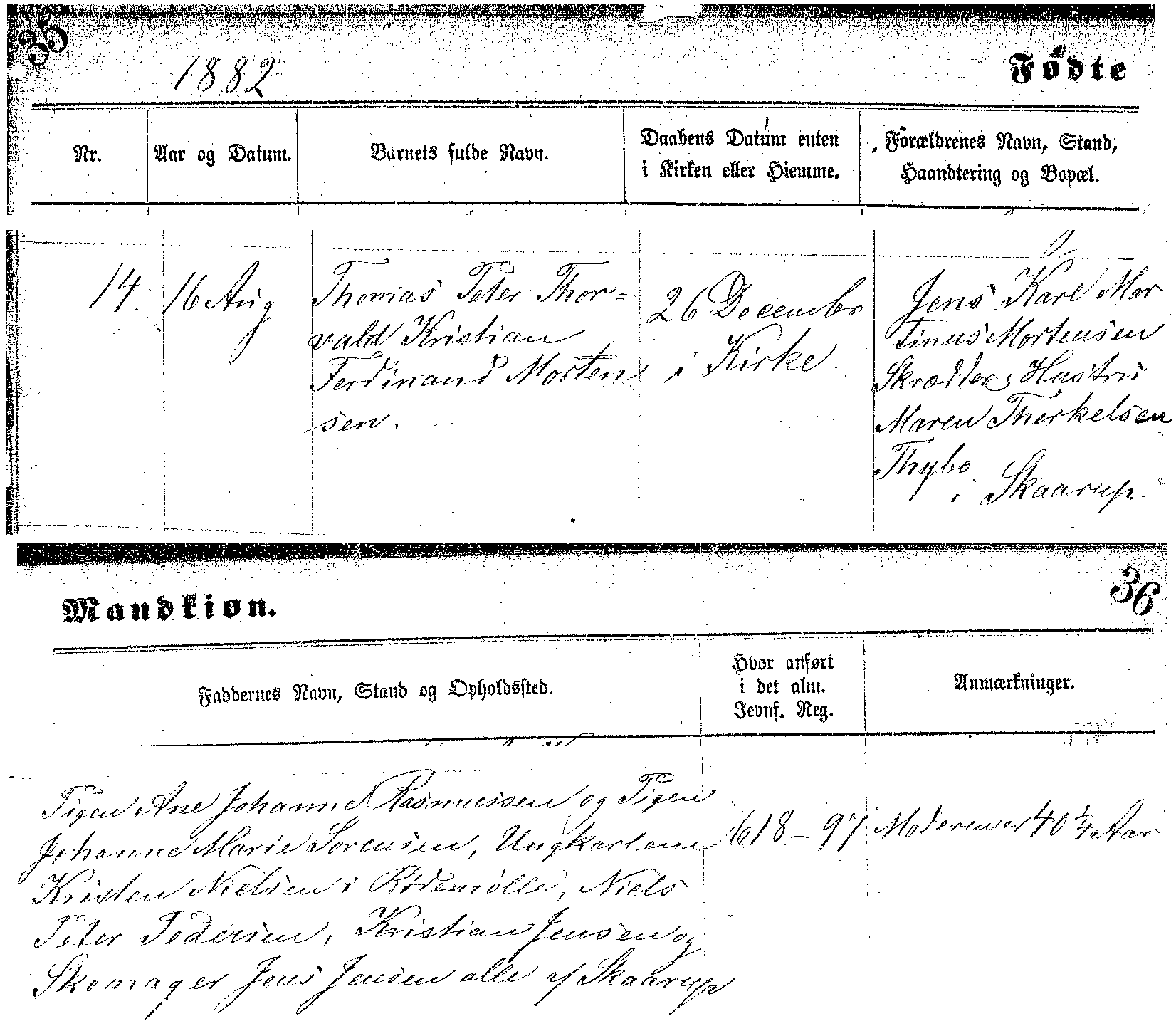
モーテンセンの出生証明書

クリスチャン・モーテンセン（Christian Mortensen、1882年8月16日 - 1998年4月25日）は、生年月日と死亡年月日が確かな男性のうち、木村次郎右衛門に次いで史上2番目に長生きしたとされるデンマーク系アメリカ人の男性。

## 経歴
デンマーク生まれ。デンマークでは農業や仕立て屋などをしていたが1903年にアメリカへ移民として渡り、様々な地域で牛乳配達など多様な仕事をして過ごした。短い期間結婚しており、子供はいない。1978年にはカリフォルニア州に移り住んだ。
1998年4月25日死去、115歳252日没。男性で世界で初めて115歳を迎えた人物でもあった。2012年12月28日に木村次郎右衛門に抜かれるまで、世界で最も長生きした男性として記録されていた。

## 備考
ギネス世界記録公認の男性の歴代長寿世界一は、長く日本の泉重千代（120歳185日）だったが、泉の生年の信憑性に疑問が指摘されるようになり、2012年版の『ギネス世界記録』では105歳説のある泉に替わって、115歳のモーテンセンがこれまでに最も長生きした男性と認定された。